# Brudzew (powiat kaliski)
Brudzew – wieś w Polsce położona w województwie wielkopolskim, w powiecie kaliskim, w gminie Blizanów.
| SIMC    | Nazwa            | Rodzaj    |
| ------- | ---------------- | --------- |
| 1006453 | Bliźnięta Leśne  | część wsi |
| 0193878 | Graniczki        | część wsi |
| 1006476 | Podciświca       | część wsi |
| 0193884 | Podlesie-Kolonia | część wsi |

## Historia
Pierwsza wzmianka o wsi pochodzi z 1381 (Dersław herbu Pomian, cześnik księcia Przemysła, erygował tu wówczas parafię św. Jakuba). 
Do 1954 roku istniała gmina Brudzew. W latach 1954–1959 wieś należała i była siedzibą władz gromady Brudzew, po jej zniesieniu w gromadzie Lipe. W latach 1975–1998 miejscowość należała administracyjnie do województwa kaliskiego.

## Architektura
We wsi stoi neogotycki kościół św. Stanisława Kostki, dwór z pierwszej połowy XIX wieku z przybudówkami z 1925, dwa czworaki z końca XIX wieku i budynek szkolny z początku XIX wieku. Dwór otoczony jest 2,7-hektarowym parkiem krajobrazowym.